# 한산초등학교 비진분교
한산초등학교 비진분교는 대한민국 경상남도 통영시 비진도(한산면 비진리 75-3)에 있었던 공립 초등학교이다.

## 학교 연혁
- 1937년 9월 1일 한산공립보통학교 부설 비진간이학교로 개교
- 1944년 4월 1일 비진공립국민학교로 승격
- 1994년 3월 1일 하소국민학교 비진분교로 격하
- 1996년 3월 1일 하소초등학교 비진분교로 개칭
- 1999년 3월 1일 한산초등학교 비진분교장
- 2012년 2월 28일 한산초등학교로 통폐합